# Elecciones municipales de 2015 en Almería
Las elecciones municipales de 2015 se celebraron en Almería el domingo 24 de mayo, de acuerdo con el Real Decreto de convocatoria de elecciones municipales en España dispuesto el 30 de marzo de 2015 y publicado en el Boletín Oficial del Estado el día 31 de marzo. Se eligieron los 27 concejales del pleno del Ayuntamiento de Almería a través de un sistema proporcional (método d’Hondt) con listas cerradas y un umbral electoral del 5 %. 

## Candidaturas
En total se presentaron quince candidaturas. Además de las que obtuvieron representación, se presentaron Ahora Almería, Ganemos Almería, UPyD, EQUO, PACMA, PA, VOX, UPAL a, FE de las JONS, PCPE y Partido MJS. «Para la Gente» fue la plataforma con la que Izquierda Unida se presentó a las municipales en Almería.

Notas
a Coalición entre Agrupación y Unión para el Progreso de Almería y el Partido Regionalista por Andalucía Oriental.

## Resultados
La candidatura encabezada del Partido Popular (PP) encabezada por Luis Rogelio Rodríguez-Comendador, alcalde de la ciudad, obtuvo una mayoría simple de trece concejales, frente a los 9 del Partido Socialista Obrero Español (PSOE), encabezada por Juan Carlos Pérez Navas, los 3 de Ciudadanos (Cs), liderados por Miguel Cazorla Garrido, y los 2 de Para la Gente, con Rafael Esteban.
| Candidatura       | Candidatura                       | Votos  | %                               | Escaños                         |
| ----------------- | --------------------------------- | ------ | ------------------------------- | ------------------------------- |
|                   | Partido Popular                   | 29 935 | 40.36                           | 13                              |
|                   | Partido Socialista Obrero Español | 20 027 | 27                              | 9                               |
|                   | Ciudadanos                        | 7422   | 10.01                           | 3                               |
|                   | Para la Gente                     | 5180   | 6.98                            | 2                               |
| Ahora Almería     | Ahora Almería                     | 2774   | 3.74                            | 0                               |
| Ganemos Almería   | Ganemos Almería                   | 2561   | 3.45                            | 0                               |
| UPyD              | UPyD                              | 1627   | 2.19                            | 0                               |
| Equo              | Equo                              | 1424   | 1.92                            | 0                               |
| PACMA             | PACMA                             | 977    | 1.32                            | 0                               |
| PA                | PA                                | 422    | 0.57                            | 0                               |
| Vox               | Vox                               | 302    | 0.41                            | 0                               |
| Unión por Almería | Unión por Almería                 | 192    | 0.26                            | 0                               |
| FE de las JONS    | FE de las JONS                    | 136    | 0.18                            | 0                               |
| PCPE              | PCPE                              | 122    | 0.16                            | 0                               |
| MJS               | MJS                               | 81     | 0.11                            | 0                               |
| Votos en blanco   | Votos en blanco                   | 942    | 1,34                            | n/a                             |
| Votos válidos     | Votos válidos                     | 74 177 | 100,00                          | 27                              |
| Votos nulos       | Votos nulos                       | 506    | Participación: \| \| 52.85 % \| | Participación: \| \| 52.85 % \| |
| Votantes          | Votantes                          | 74 683 | Participación: \| \| 52.85 % \| | Participación: \| \| 52.85 % \| |
|                   | 52.85 %                           |        | Participación: \| \| 52.85 % \| | Participación: \| \| 52.85 % \| |

## Acontecimientos posteriores
La pérdida de la mayoría absoluta por parte del Partido Popular hizo que las otras formaciones sopesaran construir una alternativa a un nuevo mandato de Rodríguez-Comendador. Por esto, el entonces alcalde se mostró dispuesto a alcanzar acuerdos «para acuerdos y pactos porque los almerienses así lo han querido». El candidato socialista, Pérez Navas, sostuvo que había conseguido su objetivo, que era «romper la mayoría absoluta» que ostentaba hasta entonces el Partido Popular, y que se abría «un nuevo tiempo», del que quería ser líder. Por su parte, Miguel Cazorla, candidato a la alcaldía por Ciudadanos, no descartó ser el próximo alcalde de Almería y aseguró que «se va a sentar a hablar» con todas las formaciones con representación.
La formación liberal tuvo en su mano la posibilidad de construir una mayoría alternativa al Partido Popular o conseguir del apoyo a Rodríguez-Comendador que se cumpliese parte de su programa. La tensión se mantuvo hasta el mismo día anterior a la votación, pues Cazorla negó cualquier acuerdo con los conservadores, algo que sí hacía con los socialistas, a cuyo candidato parecía que iba a apoyar. Finalmente, en la votación del 13 de junio, el grupo municipal de Ciudadanos se abstuvo en la elección de Rodríguez-Comendador, por lo que Cazorla se sometió a las exigencias de la ejecutiva nacional y el alcalde popular pudo revalidar el cargo.